# Поли (Рим)
Поли (итал. Poli) је насеље у Италији у округу Рим, региону Лацио.
Према процени из 2011. у насељу је живело 1987 становника. Насеље се налази на надморској висини од 407 м.

## Становништво
Према резултатима пописа становништва 2011. у општини је живело 2.433 становника.
| 1931. | 1936. | 1951. | 1961. | 1971. | 1981. | 1991. | 2001. | 2011. |
| ----- | ----- | ----- | ----- | ----- | ----- | ----- | ----- | ----- |
| 1.800 | 1.858 | 1.964 | 1.894 | 1.888 | 1.939 | 2.025 | 2.163 | 2.433 |